# Walter Moyano
Raymundo Walter Moyano Echevarren (* 26. Dezember 1933 in Canelones (Stadt)) ist ein ehemaliger uruguayischer Radrennfahrer und nationaler Meister im Radsport.

## Sportliche Laufbahn
Moyano war Teilnehmer der Olympischen Sommerspiele 1956 in Melbourne. Im olympischen Straßenrennen schied er aus. In der Mannschaftswertung des Straßenrennens kam Uruguay nicht in die Wertung.
Fünfmal – 1957, 1960, 1963, 1964 und 1969 siegte er in der Uruguay-Rundfahrt (Vuelta Ciclista del Uruguay). 1956 wurde er Zweiter in diesem Etappenrennen hinter Juan Bautista Tiscomia. 1962 wurde er Dritter, 1965 Zweiter hinter Juan José Timón, 1966 Zweiter hinter Tomás Correa und 1968 Zweiter hinter Juan Correa. Dabei gewann er insgesamt sechs Etappen. Das Etappenrennen Mil Millas Orientales gewann er 1957 und 1960. Die Rundfahrt Doble Treinta y Tres gewann er 1959. 1961 wurde er Zweiter der Mexiko-Rundfahrt hinter Jacinto Brito.
Die nationale Meisterschaft im Straßenrennen gewann er 1957, 1960, 1963 bis 1965, und 1969. Vize-Meister wurde er in den Jahren 1956, 1965, 1966 und 1968. 1962 gewann er Bronze.
Bei den Panamerikanischen Spielen 1959 gewann er mit René Deceja und Rodolfo Rodino die Bronzemedaille im Straßenrennen. Im Mannschaftszeitfahren gewann er ebenfalls Bronze.